# Pétrel de Jamaïque
Pterodroma caribbaea
Espèce
Synonymes
- Pterodroma hasitata caribbaea Carte, 1866[2]

Statut de conservation UICN

 CR D : 
En danger critique
Le Pétrel de Jamaïque (Pterodroma caribbaea) est une espèce éteinte d'oiseaux de la famille des Procellariidae.
L'espèce n'a pas été collectée depuis 1879. Des recherches entreprises entre 1996 et 2000 n'ont pas permis de la retrouver. Pour l'UICN, il est trop tôt pour dire qu'elle est éteinte car il s'agit d'une espèce nocturne difficile à identifier. Quoi qu'il en soit, si une population existe, elle doit être très petite, et au minimum en danger critique d'extinction.